# هجوم توركو 2017
في يوم 18 أغسطس 2017 قام شاب مغربي يدعى عبد الرحمن مشكات وهو من أحد طالبي اللجوء في فنلندا بقتل شخصين وإصابة ثمانية آخرين طعنا بسكين في مدينة توركو في فنلندا  وقد تمكنت الشرطة الفنلندية من إلقاء القبض على المهاجم بعد أن أطلقت النار على ساقه.

## القتلى والجرحى
| الجنسية         | القتلى | الجرحى |
| --------------- | ------ | ------ |
| فنلندا          | 2      | 5      |
| المملكة المتحدة | 0      | 1      |
| إيطاليا         | 0      | 1      |
| السويد          | 0      | 1      |
| المجموع         | 2      | 8      |

## التحقيق
عقدت الشرطة مؤتمر صحفي الساعة 19:00 بحسب التوقيت المحلي يوم 18 أغسطس أفادت فيه بعدم بأنه لم يتم تحديد طبيعة الهجوم حتى تلك اللحظة.
أعلن مكتب التحقيقات الوطني الفنلندي في 19 أغسطس الساعة 14:00 بالتوقيت المحلي عن أن المهاجم المشتبه به الموقوف كان رجلاً مغربياً عمره 18 عاماً، وأن القضية تعامل الآن باعتبارها هجوم إرهابي مشبوه. وأفادت الشرطة أن المشتبه به قد وصل إلى فنلندا في بداية عام 2016 وكان من طالبي اللجوء، ولكنه لم يذكر ما إذا رُفَض طلبه للجوء. وكان المشتبه فيه قد رفض الإجابة على الأسئلة ويبدو أن الهجوم كان مع سبق الإصرار. كما أفاد مكتب التحقيقات الوطني بأن الشرطة داهمت شقة في فاريسوا وهي إحدى ضواحي توركو التي يقطنها عدد كبير من المهاجرين، وداهمت مركزاً لاستقبال طالبي اللجوء في ضاحية بانسيو بالقرب من توركو خلال الليل بين يوم 18 ويوم 19 أغسطس. وألقي القبض فيما بعد على أربعة رجال آخرين
ذو أصول مغربية في حين وضع شخص مغربي تحت مذكرة اعتقال دولية. تم الحجز على عربة فيات دوكاتو بيضاء تنتمي لأحد المشتبه بهم أثناء المداهمات.
وفقاً للمعلومات التي أصدرتها دائرة الاستخبارات الأمنية الفنلندية (سوبو) يوم 19 أغسطس، لم يكن اسم المهاجم المشبوه وارداً من بين 350 فرد أوردتها دائرة الاستخبارات لأغراض منع الإرهاب. وبالمثل فإن ملف المهاجم المشتبه فيه مماثل لما وقع في عدة هجمات إرهابية لإسلاميين متطرفين كانت قد وقعت مؤخراً في أوروبا، وتعتبر سوبو الحادث أول هجوم إرهابي مشبوه في البلاد. وسيظل مستوى تقييم التهديدات الإرهابية دون تغيير عن المستوى الثاني («مرتفع») في الوقت الحاضر.
أجرى المكتب الوطني للتحقيقات خلال صباح يوم 20 أغسطس ما يقرب من 45 دقيقة من إعادة تمثيل للهجوم في ساحة السوق وبوتري كإحدى الوسائل المعتمدة للتحقيق في الجرائم الخطيرة. وجرى تفتيش مواقع إضافية في ضاحية رونوسماكي بالقرب من توركو، كما أجريت مقابلات مع أشخاص على صلة بالقضية. وقد جمع مكتب التحقيقات أدلة فوتوغرافية وفيديو من الجمهور عبر حساب على خدمة واتساب.
تم التعرف على المهاجم المدعو عبد الرحمن مشكات يوم 21 أغسطس. وطلب مكتب التحقيقات الوطني أن يمدد أعتقاله خلال تحقيقات حتى عقد المحاكمة. أشارت القوات الألمانية بأن مشكات بقي بشكل غير قانوني في ألمانيا منذ أواخر 2015 حتى أوائل عام 2016 بدون أن يطلب اللجوء. ولم يكن هناك أي إدانات سابقة له في فنلندا وفقاً لمركز السجل القانوني الفنلندي، غير أن سوبو أكدت تلقيها رسالة غير محددة في مطلع عام 2017 تشير إلى أن شركة «مشكه» أصبح يتطرف وانصب اهتمامه على الأيديولوجيا المتطرفة. إلّا أنها لا تتضمن معلومات تشير لهجوم فعلي.

## ردود الفعل

### المحلية
- صرح رئيس الوزراء جوها سيبيلا خلال مؤتمر صِحفي عقد في 19 أغسطس قائلا: «إذا ثبت أن التهمة الجنائية هي جريمة قتل ذات صلة بالإرهاب، فسيكون ذلك أول حادث في فنلندا، ونحن نخشى ذلك» وأضاف أن «هذا العمل جبان ومستحق، وأن قتل الأبرياء يشكل انتهاكا للإنسانية ومبادئ الديانات، لكننا جميعا في القارب نفسه وعلينا أن ندافع عن الإنسانية حتى لا يتم الرد على الكراهية.» [27]
- قالت وزيرة الداخلية بولا ريسيكو على تويتر في 19 أغسطس: "الإرهابيون يريدون

حفرة يوقع الناس ضد بعضهم البعض، ولن ندع ذلك يحدث، ولن يهزم المجتمع الفنلندي بخوف أو كراهية." 
- في 19 أغسطس، قام متظاهرون من مجموعات مناهضة للهجرة ومناهضة للعنصرية بتنظيم مظاهرات بالقرب من موقع الطعن.[29]
- أدان كل من المجلس الإسلامي لفنلندا والمنتدى المغربي في فنلندا بشدة الهجوم واستخدام العنف والكراهية وذلك في 20 أغسطس.[30]

### الدولية
قدم عدة قادة دوليين تعازيهم لضحايا الهجوم مثل الرئيس الفرنسي إيمانويل ماكرون ورئيس وزراء السويد ستيفان لوفن ورئيس وزراء الدنمارك لارس لوكه راسموسن ورئيس وزراء إستونيا جوري راتاس. قال رئيس المفوضية الأوروبية جان كلود يونكر: «لقد علمت بقلق بالغ حول الهجمات العنيفة في توركو بفنلندا. وفيما لا تزال التفاصيل واردة فإننا ندين بشدة هذا الهجوم غير المبرر الذي يأتي بعد 24 ساعة فقط من الرعب الذي حدث في إسبانيا.»